# Humberto Augusto de Almeida
Humberto Augusto de Almeida (Santa Maria (Bragança), 1896 - (?), 1971) foi um engenheiro, professor universitário, investigador e militar português.

## Biografia
Humberto de Almeida nasceu na freguesia de Santa Maria, concelho de Bragança, no ano de 1896.
Concluiu em Bragança o curso dos liceus e no ano letivo de 1914-1915 inscreveu-se na Faculdade de Ciências da Universidade do Porto.
Com a entrada de Portugal na Primeira Guerra Mundial Humberto de Almeida é mobilizado para fazer parte do Corpo Expedicionário Português (CEP), tendo seguido para França (1917-1918) onde comandou o Quartel-General da 2.ª Brigada de Infantaria e serviu como oficial de ligação junto do exército britânico.
Após o conflito, frequentou entre 1920 e 1921, o Curso Especial de Infantaria na Escola Militar do Exército, o qual terminou em 1922.
Em 1924 retomou os estudos na Faculdade de Ciências da Universidade do Porto onde se licenciou em Ciências Físico-Químicas com a classificação final de 16,4 valores e em Engenharia Químico-Industrial com a média final de 17 valores.
Foi professor provisório do 6.º grupo do Liceu Alexandre Herculano, no Porto, no ano letivo de 1929-1930 e, ainda, em 1930 foi contratado para assistente do 2.º grupo da Faculdade de Ciências da Universidade do Porto.
Em 1956 participou nas provas para professor catedrático tendo apresentado a lição "Permutadores iónicos. Bases teóricas". Teve aprovação unânime por parte do júri. Em 1963, foi aprovado nas provas para professor catedrático da 2.ª secção do 2.º grupo - Química da FCUP.
Para além do exercício do ensino, Humberto de Almeida também se dedicou à investigação, onde teve o apoio do professor Pereira Salgado. Nesta conformidade, participou em trabalhos de investigação científica realizados nos laboratórios do Instituto do Vinho do Porto. Em resultado destes trabalhos publicou o estudo Pesquisa do chumbo no vinho do Porto em algumas bebidas estrangeiras, o qual contribuiu imenso para a defesa internacional da marca Porto.
Foi bolseiro do Instituto de Alta Cultura tendo estagiado em faculdades e laboratórios internacionais, como o Instituto Nacional de Química e Física de Madrid onde trabalhou em matérias relacionadas com a Polarografia e de que resultaria, em 1944, a sua tese de doutoramento intitulada Polarografia: análises polarográficas qualitativas e quantitativas aplicadas a soluções mais ou menos complexas.
Muitos dos seus trabalhos foram citados por eminentes cientistas internacionais.